# Ravenstein, Đức
Ravenstein là một thị trấn thuộc huyện Neckar-Odenwald-Kreis, bang Baden-Württemberg, Đức. Nơi đây nằm cách Künzelsau 19 km về phía tây bắc và cách Heilbronn 35 km về phía đông bắc.